# 何瑞
何瑞，直隶（河北）正定县人，清朝政治人物。进士出身。
何瑞曾于1713年接替方苞任华亭县知县一职，1714年由姜鹏接任。